# Zbigniew Kompielski
Zbigniew Kompielski, ros. Збигнев Казимирович Компельский (ur. 19 lipca 1903 roku w Kijowie, zm. 26 września 1937 roku w rejonie Toledo) – rosyjski, a następnie polski wojskowy, urzędnik państwowy, instruktor wojskowy, ochotnik wojsk frankistowskich podczas hiszpańskiej wojny domowej.
Od 1912 roku uczył się w polskim gimnazjum w Kijowie. Po wybuchu I wojny światowej wraz z kolegą w grudniu 1914 roku udał się „na front”, ale został schwytany przez policję, po czym powrócił do domu. W 1919 roku wstąpił ochotniczo do wojsk Białych generała Antona Denikina. W grudniu tego roku wszedł w skład oddziału gimnazjalistów, który ochraniał odwrót wojsk Białych w kierunku Odessy. Zbigniew Kompielski zachorował na tyfus, lecząc się w Tyraspolu. Po zajęciu miasta przez wojska bolszewickie zdołał uniknąć aresztowania i wysłania do obozu koncentracyjnego, po czym powrócił do Kijowa. W 1921 roku nielegalnie przekroczył granicę radziecko-polską. Wkrótce wstąpił do Wojska Polskiego. Służył jako młodszy oficer w jednym z pułków kawalerii. W 1927 roku odszedł z armii, zostając urzędnikiem starostwa w Brasławiu. Następnie pełnił funkcję instruktora w jednej z organizacji paramilitarnych. W maju 1936 roku zamieszkał w Gdańsku, gdzie został działaczem Rosyjskiego Ruchu Narodowo-Socjalistycznego (RNSD). W grudniu tego roku przybył do Hiszpanii, wstępując do wojsk frankistowskich. Otrzymał stopień porucznika. Służył w kompanii ckm 7 Bandery Hiszpańskiej Legii Cudzoziemskiej. Uczestniczył w ciężkich walkach o Madryt. Latem 1937 roku przeszedł do nowo sformowanej 14 Bandery Legii. Zginął podczas szturmu Toledo, ratując rannego dowódcę kompanii.